# Verbandsgemeinde Gerolstein
La comunità amministrativa Gerolstein (Verbandsgemeinde Gerolstein) si trova nel circondario di Vulkaneifel nella Renania-Palatinato, in Germania.
La comunità amministrativa è stata costituita nel 2019 dalla fusione delle comunità amministrative Gerolstein, Hillesheim e Obere Kyll e comprende 38 comuni.

## Comuni
Fanno parte della comunità amministrativa i seguenti comuni:
| Comune, città           | Sup. (km²) | Abitanti |
| ----------------------- | ---------- | -------- |
| Basberg                 | 2,32       | 90       |
| Berlingen               | 3,59       | 220      |
| Berndorf                | 9,14       | 496      |
| Birgel                  | 6,52       | 435      |
| Birresborn              | 20,88      | 1 104    |
| Densborn                | 14,42      | 491      |
| Dohm-Lammersdorf        | 4,54       | 193      |
| Duppach                 | 10,28      | 272      |
| Esch                    | 10,17      | 416      |
| Feusdorf                | 4,42       | 500      |
| Gerolstein, Stadt       | 64,38      | 7 710    |
| Gönnersdorf             | 5,17       | 484      |
| Hallschlag              | 12,74      | 447      |
| Hillesheim, Stadt       | 20,62      | 3 209    |
| Hohenfels-Essingen      | 5,02       | 314      |
| Jünkerath               | 10,09      | 1 806    |
| Kalenborn-Scheuern      | 7,34       | 382      |
| Kerpen (Eifel)          | 8,22       | 455      |
| Kerschenbach            | 6,92       | 200      |
| Kopp                    | 8,40       | 164      |
| Lissendorf              | 10,37      | 1 160    |
| Mürlenbach              | 21,64      | 527      |
| Neroth                  | 7,24       | 865      |
| Nohn                    | 11,08      | 450      |
| Oberbettingen           | 6,17       | 687      |
| Oberehe-Stroheich       | 10,30      | 307      |
| Ormont                  | 12,44      | 338      |
| Pelm                    | 10,06      | 953      |
| Reuth                   | 7,15       | 167      |
| Rockeskyll              | 5,88       | 240      |
| Salm                    | 9,09       | 322      |
| Scheid                  | 5,49       | 124      |
| Schüller                | 4,36       | 293      |
| Stadtkyll               | 20,78      | 1 550    |
| Steffeln                | 20,92      | 623      |
| Üxheim                  | 30,98      | 1 328    |
| Walsdorf                | 10,83      | 892      |
| Wiesbaum-Mirbach        | 15,18      | 639      |
| VG Gerolstein (ab 2019) | 455,29     | 30 853   |

(Abitanti al 31 dicembre 2021)